# Alaur Schincariol
Alaur Schincariol (Mombuca, 5 de abril de 1943) é um agricultor e ex-político brasileiro que foi vereador (de 1970 a 1973) e o quarto prefeito da cidade de Uniflor, do Estado do Paraná, entre 1974 e 1977. Atualmente, é aposentado e cafeicultor.

## Biografia
Filho de Cristino Schincariol e Julia Guio Schincariol, Alaur nasceu no dia 5 de abril de 1943 na cidade paulista Mombuca. Em 1953, mudou-se com a família (os irmãos Antônio, Neusa e Osmar) para Uniflor, no Noroeste do Paraná, onde ajudaram a desbravar a região.
Casado com Lourdes Dacome Schincariol, em 1964, teve três filhos: Roberto Schincariol (agrônomo e agricultor), Rosangela Schincariol (autônoma) e Roberval Angelo Schincariol (roteirista de teatro e jornalista no Grupo Estado, em São Paulo.

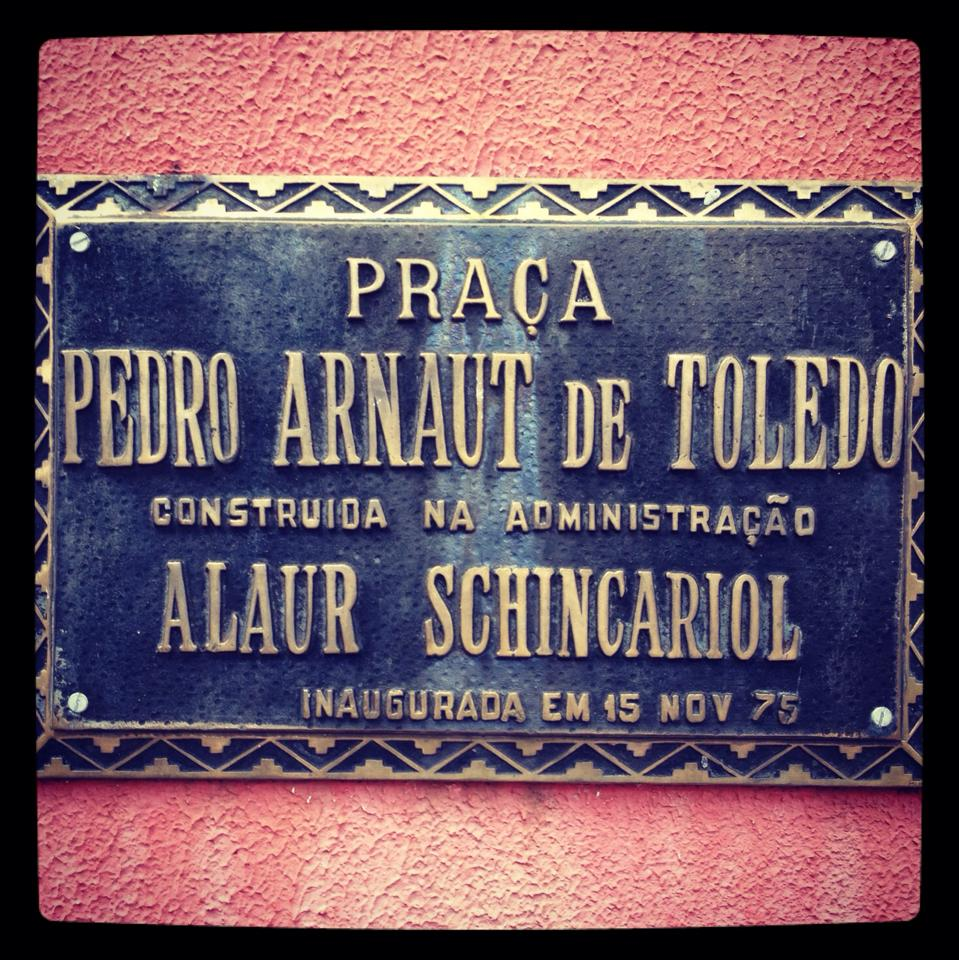
Placa de inauguração da Praça Pedro Arnault de Toledo

Comerciante e cafeicultor, foi vereador e prefeito de Uniflor de 1970 a 1977, durante os mandatos dos governadores Pedro Viriato Parigot de Souza e Jaime Canet Júnior. Durante seu governo, Alaur Schincariol e sua equipe sanearam as contas do município, combateram a erosão, levaram água tratada, asfalto e telefone à cidade e construíram a praça central Pedro Arnault de Toledo.
Com a ajuda da população e de doações dos munícipes, também levantaram o campo de futebol do Centro Esportivo Uniflor (CEU) e a quadra de esportes Orides Scremim.
Entre os participantes de seu mandato, destaque para o secretário de Governo, Adair Longuini, que mais tarde se transformaria no notório juiz que julgou os acusados pelo assassinato de Chico Mendes, que cumpriu o mandato de 2011 a 2013 como presidente do Tribunal de Justiça do Estado do Acre e que hoje é presidente do Tribunal Regional Eleitoral do Acre.
Após o témino de seu governo, em 1977, mudou-se com a família para Maringá, onde, junto com os irmãos, levantou a rede de supermercados Big Ben.
Com o desbravamento do Cerrado para a plantação de grãos,  em 1982 partiu para Monte Carmelo, no Triângulo Mineiro, onde se estabeleceu como cafeicultor. No ano de 1984, venceu o prêmio de Migrante do Ano na área de Produção Agrícola. Após o Plano Verão, mudou-se com a esposa para a cidade vizinha de Araguari, onde iniciou um negócio no setor de bebidas. Com sete netos, aposentado e cafeicultor, hoje vive com a mulher no município de Patos de Minas.